# Reino de Chimú
```
   |-
       |
Erro:
:  
valor não especificado para "
nome_comum
"
```

O Reino de Chimú foi um estado andino que se estabeleceu na costa do atual Peru, especificamente entre os departamentos de Tumbes e Lima desde o século XII até o século XV, no período denominado Estados Regionais Tardios. Foi o reino costeiro mais próspero e poderoso de América andina pré-colombiana.

## Localização
O reino localizou-se na faixa costeira, entre o Oceano Pacífico e nos sopés ocidentais dos Andes, esta região tinha um conjunto de vales e terras férteis irrigados pelos rios que descem desde as altas cimeiras andinas. Ainda que as condições climáticas em certas temporadas são muito drásticas, especialmente com a chegada do fenômeno do El Niño. A capital do reino, Chan Chan, encontra-se localizada a uma altitude média de 34 metros, no vale do rio Moche antigamente denominado vale de “Chimo” hoje vale de Moche ou Santa Catalina.

## História
O Reino de Chimú começou sendo mais um dos estados que surgiram depois da queda do Império huari. Os sucessores do mítico fundador Chimú, Tacaynamo apoderaram-se os vales adjacentes a Chan Chan, posteriormente foram controlando paulatinamente aos demais senhorios e curacazgos tanto do norte e de sul de suas fronteiras. Em seu avanço fazia o norte conquistou ao Reino sicán e por sul foi anexando diversos senhorios da costa ancashina e parte da costa norte limense nos que figurava o Senhorio de Chancay. Em meados da segunda metade do século XV, quando governava o ciquic Minchancaman e quando o reino se expandia entraram em confronto com os cuzquenses ao comando de Túpac Yupanqui que avançavam para o norte na qual ficaram derrotados e Minchancaman foi transferido à capital inca, Cuzco, facto que pôs fim ao Reino. Depois de conquistar, os incas, nomearam a Huamán Chumo como dirigente mas como vassalo do imperador inca.

## Capitais e cidades importantes
- Chan Chan - Foi a capital, centro do poder político, econômico, religioso e cultural e está considerada como uma das cidades de adobe maiores do mundo.
- Farfán - Palácio provincial no vale de Zaña em Lambayeque.
- Manchán. Centro provincial no vale de Casma, Ancash, que mostra uma fusão e interação estilística e arquitetônica com o estilo Casma, antecessor do estado Chimú neste vale.
- Pacatnamú - De origem moche que se levanta no vale de Jequetepeque, em Pacasmayo, no departamento de Liberdade.
- Apurlec. Edificada entre os vales de Motupe e La Leche no departamento de Lambayeque.
- Paramonga No vale do rio Fortaleza, para perto de Pativilca no departamento de Lima.

## Organização política
O Reino esteve governado pelo Ciquic também conhecido como Chimú Cápac ou Grande Chimú, foi a máxima autoridade política, militar e religiosa, residia em Chan Chan rodeado de um numerosa corte e em um luxuoso palácio com todos os serviços a sua disposição.
Os senhorios eram controlados pelos grandes curacas, geralmente nobres, dono de terras.
Os curacazgos estavam em mãos dos curacas locais, isto é, em mãos dos líderes dos vales e povos submetidos.